# Costora iena
Costora iena är en nattsländeart som beskrevs av Martin E. Mosely 1936. Costora iena ingår i släktet Costora och familjen Conoesucidae. Inga underarter finns listade i Catalogue of Life.